# Torpo stavkyrka
Torpo stavkyrka är en stavkyrka som ligger i Torpo i Åls kommun i Norge. Den tros ha uppförts under 1100-talets andra hälft. Stavkyrkan står bredvid den nya vitmålade kyrkan som den ersattes av 1880. Stavkyrkan var tänkt att rivas men långhuset räddades av norska fornminnesföreningen, som fortfarande äger kyrkan, dock först efter att koret hunnit rivas.

## Kyrkobyggnaden
Stavkyrkan består idag av enbart det ursprungliga långhuset. Långhuset har upphöjt mittrum med en omgång som omger mittrummet på alla sidor. I båda långväggarna finns stora fönster från senare tid. På taket finns en takryttare med spetsig tornspira. Taken är täckta av oregelbundna skifferplattor. I söder och väster finns portaler med grunda öppna bislag.

## Konstruktion
Omgångens ytterväggar har syllar som vilar på en kallmurad stengrund. Syllarna och hammarbanden är infästa i hörnstavarna som står på stenhällar. Väggplankorna är fästa i varandra genom en not och fjäder-konstruktion, och i en not i syllen och hammarbandet. Mittrummet bärs upp av fjorton stavar, med tre stavar mellan hörnstavarna på längden, och två stavar mellan hörnstavarna på bredden. Alla stavarna är förankrade i grundstockar. Stavarna är obrutna från grundstockarna upp till takkonstruktionen, vilket Torpo är det enda exemplet på bland bevarade stavkyrkor. Stavarna har de för stavkyrkorna karakteristiska fyrkantiga tärningskapitälen med sköldformade ytor och fyrkantiga profiler ovanför. Bågknän avlastar stolparna inbördes och skapar en nedre arkad. Ovanför bågarna är stavarna förbundna med horisontella bjälkar och diagonala plankor, i form av St. Andreaskors med utskurna bladflikar. Överst på stolparna finns skurna masker.

## Historia

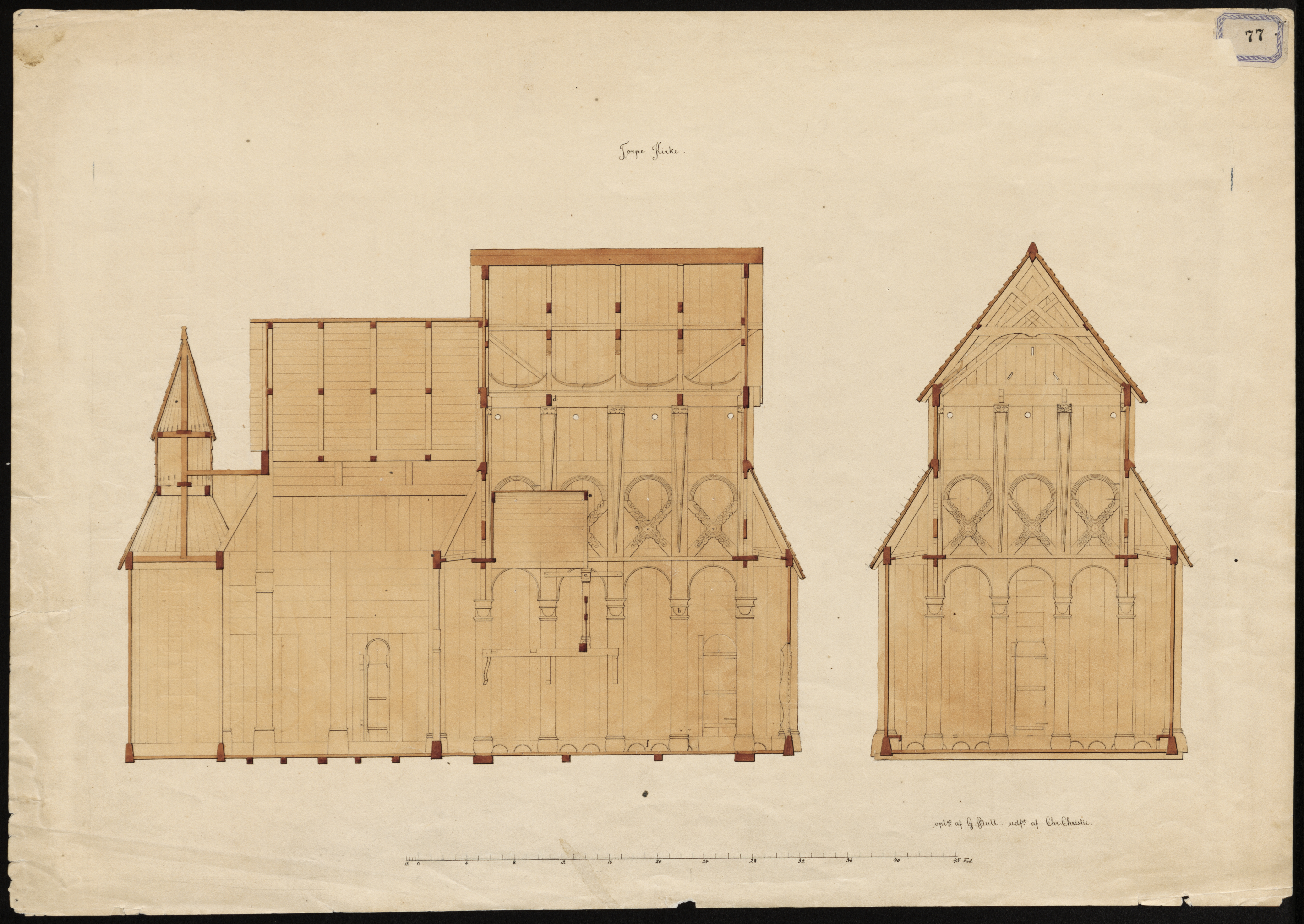
Ritning som visar kyrkans utseende före 1880.

1880 byggdes en ny kyrka i Torpo och den gamla slutade att användas. Norska fornminnesföreningen köpte kyrkan för att förhindra att den revs, men koret hade redan hunnit rivas. Virket användes delvis i den nya kyrkan och blev delvis sålt på auktion. Långhuset i stavkyrkan stod sedan kvar och öppningen mot det tidigare koret byggdes igen. Kyrkans tidigare utseende är känt genom att arkitekten Georg Andreas Bull mätte upp den och gjorde ritningar 1853. Spår i mellanstavarna och i den östra mittrumsväggen visar också på det ursprungliga korets mått och att det också hade ett förhöjt mittrum, precis som långhuset. Koret hade hörnstavar i öst och ett par mellanrumsstavar i längdriktningen. Det avlutades med en grund och cirkelrund absid. Koret blev under 1200-talet utvidgat till samma bredd som långhuset. Det har tidigare också funnits en svalgång som löpt runt långhuset, tydliga tecken på det är att hörnstavarna utvändigt är spånklädda överst och att sydväggen har liggande panel under taket.
En präst, "Biarnar a Thorpom", omtalas i ett diplom från 1310, själva kyrkan omnämns första gången i skriftliga källor 1327/28, men kyrkan och kyrkplatsen är långt äldre. Den nuvarande stavkyrkan har föregåtts av en äldre. Ett stort fragment av en portalplanka snidad i Urnesstil var återanvänd som golvplanka i koret och upptäcktes då det revs 1880. Plankan dateras till början på 1100-talet.
De flesta forskare har utifrån stilhistoriska bedömningar daterat Torpo stavkyrka till slutet av 1100-talet eller kring 1200. Dendrokronologiska undersökningar har funnit ett prov med en yttersta årsring utan barkkant daterad till 1163. Kyrkan kan alltså inte vara byggd tidigare, men resultatet lämnar utrymme för att den kan ha byggts väsentligt senare.
En runinskrift från Torpo stavkyrka anger att "Torolf gjorde denne kirke. Åsgrim, Håkon, Erling, Pål, Eindride, Sjønde, Toralf. Tore ristet, Olav." Från den närbelägna stavkyrkan i Ål, numera riven, finns också en runinskrift där Torolf anges ha varit dess upphovsman. Men i det fallet tillsammans med ett annat bygglag. Kyrkorna har dock sett rätt olika ut och är olika daterade, så det är inte säkert att det rört sig om samme Torolf som varit byggmästare i båda fallen.

## Interiör och inventarier

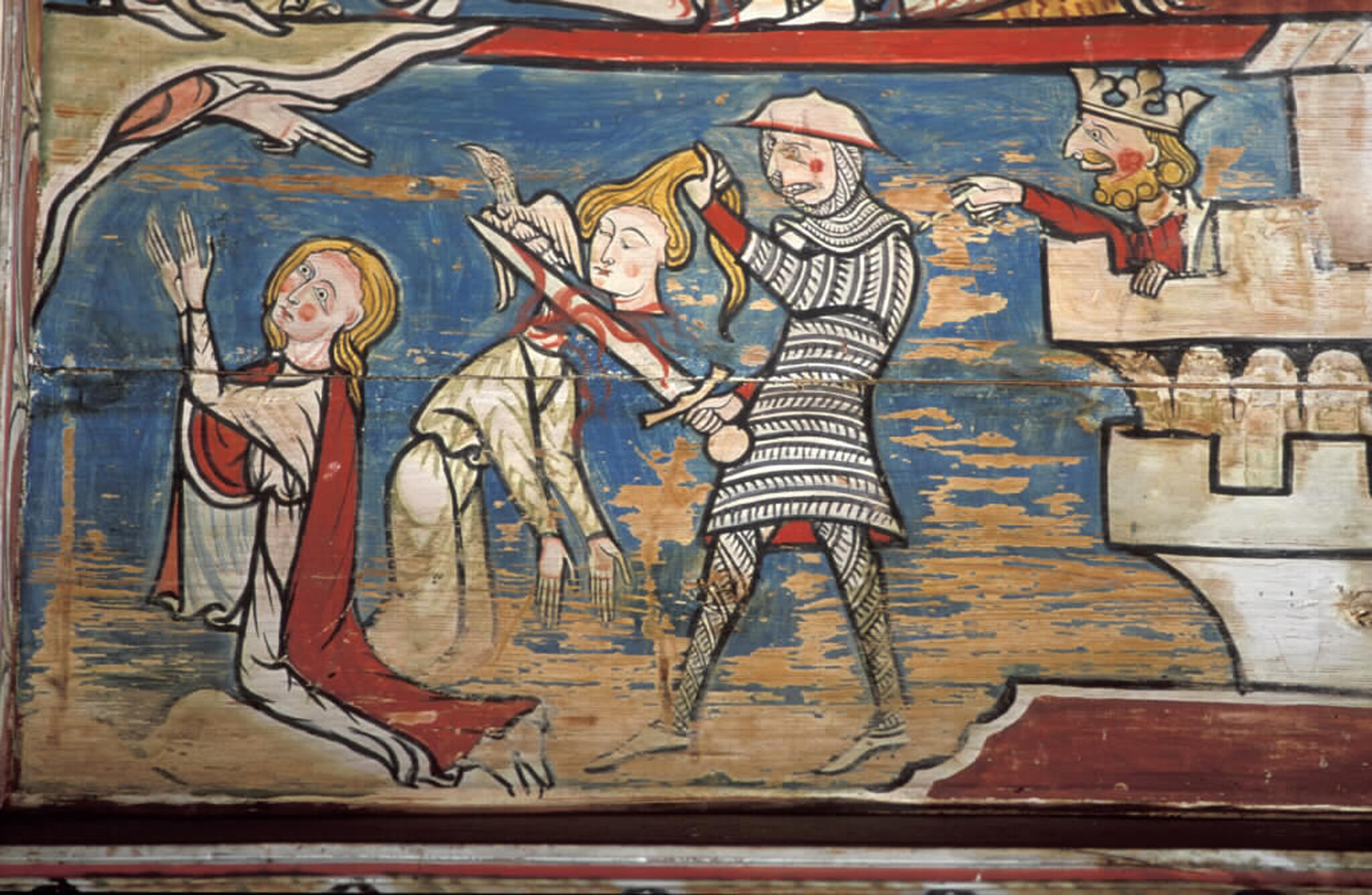
Målning från lektoriets tunnvalv med en scen ur Margaretas martyrium.

Väggarna och pelarna är invändigt trärena och golvytan är öppen. Alla lösa inventarier försvann då kyrkan togs ur bruk. Längs ytterväggarna finns de fasta medeltida bänkar kvar.
Mellan mittrumsstavarna i öst finns ett bevarat tunnvalv i trä. Det har varit del av ett lektorium som suttit ett par meter över golvnivån i långhuset. Lektoriet har tillkommit senare än resten av kyrkan. Spår visar att kyrkan först haft två sidoaltare, ett på vardera sidan av korbågen. De hade välvt tak och väggar på tre sidor. Mellan dom fanns ett korskrank, som bevarats och nu finns på  Kulturhistorisk museum i Oslo. Lektoriets bemålade valv anses som ett huvudarbete i norskt medeltidsmåleri. Valvets gavelfält föreställer tre parvisa grupper mot en romb-mönstrad bakgrund, överst två änglar och under Maria och Johannes som flankeras av figurer som symboliserar kyrkan. Förmodligen har de utgjort del av en kalvariegrupp tillsammans med ett krucifix. I valvets mitt finns motivet Kristus i majestät målat, det omges av de fyra evangelistsymbolerna och apostlarna som domare. De nedre fälten på båda sidor visar scener ur Margaretas martyrium. Måleriet härstammar troligen från mitten eller andra halvan av 1200-talet. Det mesta av lektoriet revs efter reformationen, förmodligen för att lämna plats åt en numera försvunnen predikstol.
Mot östväggen finns nu en sorts altartavla konstruerad av några bemålade plankor och en kista placerad framför som ett slags altare. På golvet framför finns en ristning i trägolvet som markerar en medeltida grav.

## Portalerna

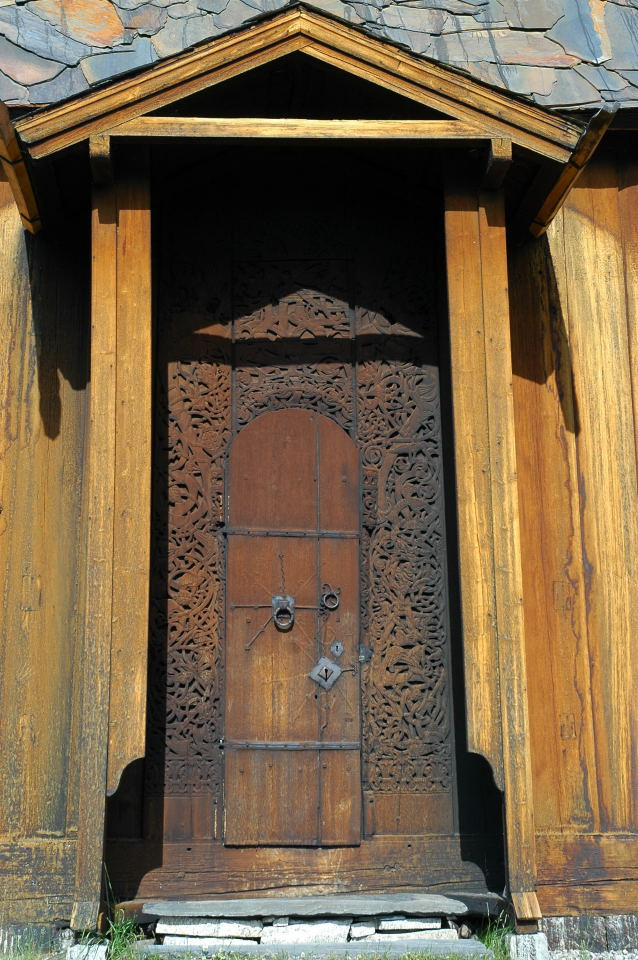
En av kyrkans portaler med sniderier.

Kyrkans två portaler omges av sniderier. Portalerna är mycket lika varandra och är av Sogn-Valdres-typen. Motiven består av djurhuvuden underst från vars gap det växer fram växtslingor. Växterna blandas med slingrande drakar. Överst på sidorna finns två stora bevingade drakar som angriper en tredje drake i mitten. Dörröppningen är omgiven av två tunna pelare som bär upp en arkivolt bestående av rankor som slingrar sig i cirklar. Den centrala drakens huvud har ursprungligen hängt ner över dörröppningen, men är nu försvunnen.